# Halyzka-Synagoge

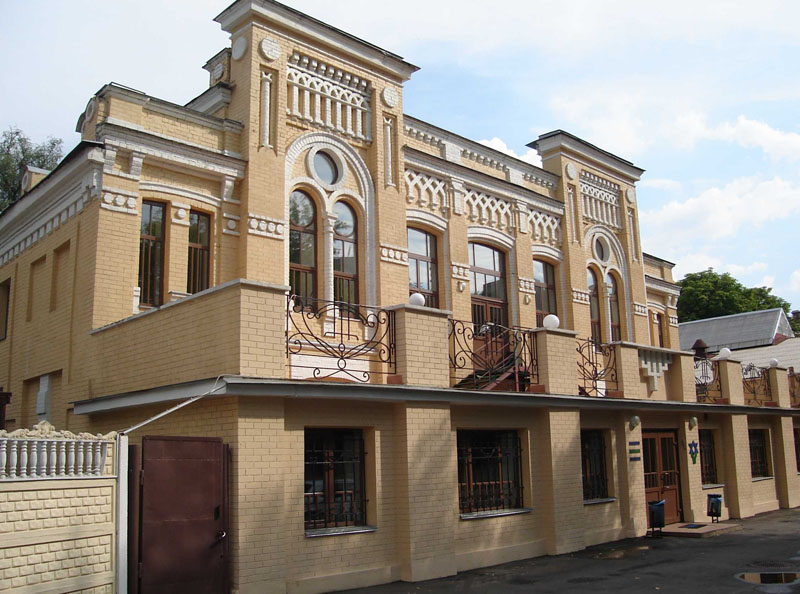
Halyzka-Synagoge

Die Halyzka-Synagoge (ukrainisch Галицька синагога; jiddisch בית יעקב שול Beith Yaakov Shul) ist eine Synagoge in Kiew in der Ukraine. Sie liegt im Stadtbezirk Holossijiw in der Schyljanska-Straße.

## Geschichte
Die Synagoge wurde in den Jahren 1909/10 durch die Jüdische Gebets-Gesellschaft erbaut. In den 1920er Jahren nutzte sie die Gemeinde Beit Ja'akov. 1930 wurde sie geschlossen.
Sie wurde Kantine des nahegelegenen Werkes Transsignal. Über 50 Jahre wurde das Gebäude zur Herstellung von Kaffee benutzt.
Im Jahre 2001 wurde das Gebäude an die jüdische Gemeinde Kiews zurückgegeben. Seitdem wird die Synagoge auch als sozio-kulturelles Zentrum benutzt.

## Veranstaltungen
2004 erfolgte eine Ausstellung „Die Architektur des Shtetl“ in der Halyzka-Synagoge. Am 7. August 2006 trafen Kiewer Bürger in der Synagoge israelische Knesset-Abgeordnete, die in die Ukraine gekommen waren. Das Treffen war Teil eines Joint-Venture-Programms zwischen dem israelischen Außenministerium und dem euro-asiatischen jüdischen Kongress. Dabei wurde die Relevanz der jüdische Diaspora von Michael Nudelman, als Vertreter der Kadima-Partei und von Joseph Shagal, als Vertreter der Partei „Israel unser Heim“ betont.
Die Halyzka-Synagoge dient auch als Zentrum der Jüdischen und Israelischen Geschichte und Kultur in Zusammenarbeit mit dem Midrash Tzionit Educational Center. Das Zentrum ist eines der neuen Programme des Instituts der Jüdischen Studien, das von der Jewish Agency „Sohnut“ getragen wird.
Regelmäßige Ausstellungen zum Leben der zur jüdischen und israelischen Geschichte und Kultur sowie zum Leben der jüdischen Bevölkerung Kiews und der Ukraine ergänzen das Programm. Es gibt vier ständige Ausstellungen: „Jüdische Geschichte und Kultur der Ukraine“, „Geschichte und moderne Entwicklung des Zionismus“, „Geschichte und Gegenwart des Staates Israel“, und „Judaismus – Jüdischer Glaube und Tradition“. Weiterhin finden auch literarische Seminare statt.